# سوزان بوتشر
سوزان بوتشر (بالإنجليزية: Susan Butcher)‏ (و. 1954 – 2006 م) هي سائقة زلاجة أمريكية، ولدت في كامبريدج، ماساتشوستس، شاركت في إيديتارود 1978، وإيديتارود 1989، وإيديتارود 1988، وإيديتارود 1987، وإيديتارود 1990، وإيديتارود 1992، وإيديتارود 1991، وإيديتارود 1993، وإيديتارود 1986، وإيديتارود 1984، وإيديتارود 1980، وإيديتارود 1979، وإيديتارود 1985، وإيديتارود 1981، وإيديتارود 1983، وإيديتارود 1982، وإيديتارود 1994، توفيت في سياتل، عن عمر يناهز 52 عاماً، بسبب لوكيميا نخاعية حادة.

## التعليم
تعلمت في Warehouse Cooperative School ‏، وجامعة ولاية كولورادو.

## جوائز
حصلت على جوائز منها:
- Alaska Women's Hall of Fame [الإنجليزية]‏.

## روابط خارجية
- سوزان بوتشر على موقع سباق إديتارود تريل لزلاجات الكلاب (الإنجليزية)
- سوزان بوتشر على موقع قاعة ألاسكا للمشاهير الرياضية (الإنجليزية)